# Церковь Святого Марка (Мюнхен)
Церковь Св. Марка (нем. St. Markus) — евангелическо-лютеранская кирха (церковь), находящаяся в центре города Мюнхен. Она была построена в 1873—1876 годах.
Церковь Св. Марка является штаб-квартирой руководителей деканата Мюнхен и продеканата Мюнхен-Центр.

## Расположение
Церковь Св. Марка находится на Gabelsbergerstraße 6 в южной части района Максфорштадт.

## Выполняемые функции
Церковь Св. Марка служит в следующих целях:
- Штаб-квартира руководителя деканата Мюнхен (Церковный регион Мюнхен)
- Штаб-квартира руководителя продеканата Мюнхен-Центр (Церковный регион Мюнхен)
- Приходская церковь евангелическо-лютеранского прихода (нем. St. Markus München-Maxvorstadt)
- Университетская церковь для вузов Мюнхена

## Приход
Приход церкви Св. Марка объединяет евангелических лютеран района Максфорштадт.